# Martin Spitzer (Jurist)
Martin Spitzer (* 28. März 1979 in Wien) ist ein österreichischer Jurist und Hochschullehrer. Spitzer ist ordentlicher Professor für Bürgerliches Recht und Zivilverfahrensrecht am Institut für Zivil- und Zivilverfahrensrecht der Wirtschaftsuniversität Wien.

## Ausbildung
Nach der Matura am Schottengymnasium in Wien, absolvierte Martin Spitzer das Studium der Rechtswissenschaften an der Rechtswissenschaftlichen Fakultät der Universität Wien von Oktober 1997 bis Juli 2001 und erreichte dort zunächst die Sponsion zum Magister der Rechtswissenschaften (Mag.iur.). Anschließend daran begann er das Doktoratsstudium der Rechtswissenschaften, welches er im Dezember 2003 mit der Promotion zum Doktor der Rechtswissenschaften (Dr. iur.) abschloss. Der Titel seiner Dissertation lautete dabei „Die Pfandverwertung im Zivil- und Handelsrecht“. Von Juli bis November 2004 absolvierte Spitzer die Gerichtspraxis am Oberlandesgericht Wien.

## Beruflicher Werdegang
Während seines Doktoratsstudiums wurde Martin Spitzer zunächst von 2001 bis 2009 als Universitätsassistent am Institut für Zivilrecht der Universität Wien beschäftigt. Gleichzeitig war er in den Jahren 2001 und 2004 auch Rechtsanwaltsanwärter bei der Wiener Rechtsanwaltskanzlei Sattler und Schanda. 2009 wurde er zum Tenure-Track-Professor am Institut für Zivilrecht ernannt, 2011 erfolgte die Assoziierung als Professor für Bürgerliches Recht an selbigem Institut.
Von November 2011 bis Februar 2013 war Spitzer schließlich erstmals an der Wirtschaftsuniversität Wien tätig, nachdem er hier eine Gastprofessur für Zivil- und Zivilverfahrensrecht erhalten hatte. Während dieser Zeit, nämlich im Jänner 2012 erfolgte schließlich auch seine Habilitation für Bürgerliches Recht und Zivilverfahrensrecht mit einer Habilitationsschrift über „Das persönliche Recht auf Aussonderung“ an der Universität Wien.
Im März 2013 folgte Martin Spitzer schließlich endgültig dem Ruf an die Wirtschaftsuniversität Wien und wurde dort zum ordentlichen Universitätsprofessor am Lehrstuhl für Bürgerliches Recht und Zivilverfahrensrecht ernannt, wobei er als ursprünglich von der Berufungskommission Zweitgereihter Bewerber dem Erstgereihten Martin Schauer letztlich vorgezogen wurde. An der WU betreut er neben seiner forschenden und lehrenden Tätigkeit auch als Programmdirektor den Masterstudiengang Wirtschaftsrecht sowie als stellvertretender Studienprogrammleiter das Bachelorstudium Wirtschaftsrecht. Besonders bekannt ist das von Spitzer als Mitherausgeber und -autor gemeinsam mit Stefan Perner und Georg Kodek verantwortete Lehrbuch zum Bürgerlichen Recht, das seit 2007 erscheint. Seit Jänner 2023 übernimmt er gemeinsam mit Stefan Perner auch die Chefredaktion der Österreichischen Jurist:innen-Zeitung.

## Ehrungen und Auszeichnungen
- 2012: Kardinal-Innitzer-Förderungspreis für Rechts- und Staatswissenschaften